# 하이 스피드! - 프리! 스타팅 데이즈
하이 스피드! –프리! 스타팅 데이즈(映画 ハイ☆スピード！ Free! Starting Days, High Speed! Free Starting Days)는 일본에서 제작된 타케모토 야스히로 감독의 2015년 애니메이션 영화이다. 시마자키 노부나가 등이 주연으로 출연하였다.

## 출연

### 주연
- 시마자키 노부나가
- 스즈키 타츠히사
- 토요나가 토시유키
- 우치야마 코우키
- 노지마 켄지

### 조연
- 히노 사토시
- 호소야 요시마사
- 미야노 마모루
- 사토 사토미